# Колегинице
Колегинице је српска комедија ситуације. Премијера серије је била 27. фебруара 2021. године на каналу К1.

## Радња
Радња прати Бојану, која је тек завршила студије психологије. Бојана жели да изнајми стан и да се бави психотерапијом, те на све начине покушава да нађе посао. Пошто нема много новца, Бојана може да приушти само веома скроман смештај. Проналази стан, који није баш подобан за живот, али одлучује да се у њега усели.
Ускоро Бојани понестаје оно мало пара што је имала и баш тада из Катара долази Зорица. Живот у држави у Персијском заливу, чију престоницу красе и луксузни небодери и уске улице сукова, које миришу на чајеве и зачине, Зорица је заменила за неугледни собичак у Србији. 
Зорица, која је лајфкоуч и астролог, предлаже Бојани да за почетак деле трошкове становања. Како би сакупиле новац за бољи смештај, новопечене цимерке постају колегинице и почињу да деле клијенте. Зорица израђује наталне карте, док Бојана држи психотерапеутске сеансе.
Између њиховог станодавца Љубише и двеју главних јунакиња ствараће се и симпатије и антипатије. Ипак, Љубиша као највећу "крвопију" доживљава супругу Софију  са којом има ћерку, тинејџерку Ању, затим Љубишиног сапатника и пословног партнера на Обреновачкој пијаци, Момира. Момиру ће животни пут препречити Славица, тачније њене живописне торбе и кофери. 
Како ће се колегинице "укрстити" са свима њима, остаје да видимо.

## Улоге
| Глумац                    | Улога                 |
| ------------------------- | --------------------- |
| Весна Станковић           | Зорица                |
| Тамара Радовановић        | Бојана                |
| Борис Миливојевић         | Љубиша                |
| Борис Комненић            | Стева                 |
| Семир Гицић               | Меша                  |
| Предраг Дамњановић        | Момир                 |
| Соња Кнежевић             | Рајка                 |
| Екатарина Нинков          | Тамара                |
| Јелица Ковачевић          | Љубишина жена Софија  |
| Миљана Кравић             | Бојанина мама Славица |
| Бојан Хлишћ               | Бојанин тата Радомир  |
| Наташа Аксентијевић       | Мара                  |
| Душан Момчиловић          | Урке                  |
| Димитрије Илић            | поп                   |
| Бранко Видаковић          | професор              |
| Уна Миљуш                 | Ања                   |
| Симон Јегоровић           | Никола                |
| Милош Царић               | Матеја                |
| Иван Ивановић             | инспектор Филиповић   |
| Барбара Петровић          | Јована                |
| Матеја Ђокић              | Никола панкер         |
| Милош Стефановић          | достављач Маринко     |
| Александар Којић          | Митар                 |
| Саша Јоксимовић           | Бојанин дечко Данко   |
| Александар Дунић          | доктор                |
| Анђела Миликић            | медицинска сестра     |
| Александра Пантић         | Весна                 |
| Бранислав Ћалић           | полицајац             |
| Шабан Гицић               | полицајац 2           |
| Зорана Павић              | Марија                |
| Дејан Цицмиловић          | Трајковић             |
| Теодора Петровић          | Рада                  |
| Милан Божић               | Жељко                 |
| Марко Маринковић          | Ђоле                  |
| Катарина Барјактаревић    | новинарка             |
| Неша Матић                | шофер                 |
| Бојан Вукојевић           | клијент               |
| Дијана Ђорђевић           | Елеонора              |
| Хорге Луис Гармендиа Тито | Зико                  |
| Фуад Табучић              | Славко                |
| Никола Угриновић          | Страхиња              |
| Никола Радосављевић       | поштар                |
| Анђела Николић            | Лена                  |
| Славица Станковић         | Евица                 |
| Сандра Рисојевић          | козметичарка          |
| Никола Стојунов           | комунални инспектор   |
| Зоран Јеличић Струја      | саговорник            |
| Маја Митић                | Драгана               |
| Ненад Матић               | човек                 |
| Џанатан Коко              | Арапин                |
| Лука Павловић             | Перић                 |
| Данило Петровић           | тајанствени           |